# Paul Cassirer
Pour les articles homonymes, voir Cassirer.
Paul Cassirer né le 21 février 1871 à Görlitz et mort le 7 janvier 1926 à Berlin, est un marchand d'art, éditeur et critique d'art allemand qui a joué un rôle significatif dans la promotion du travail des artistes de la Berliner Secession et des impressionnistes, ou postimpressionnistes, en particulier Van Gogh et Cézanne.

## Biographie

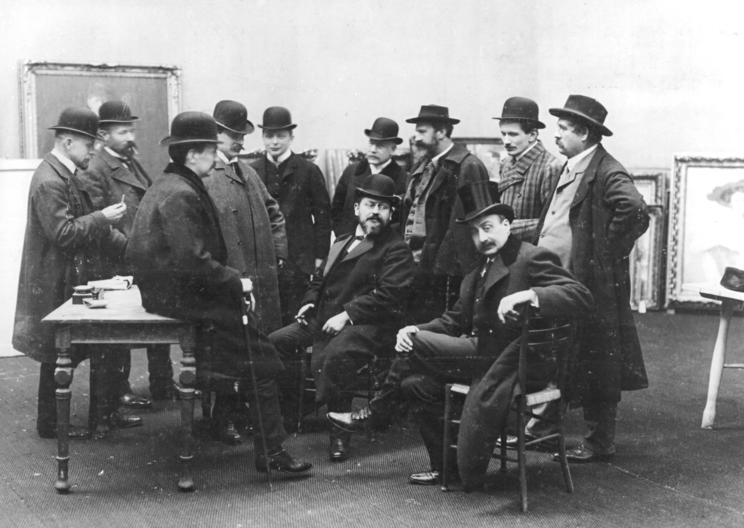
Paul Cassirer (5e à partir de la gauche) lors d'un jury de la Berliner Secession en 1908 à Berlin.

Paul Cassirer est le fils d'Emilie Schiffer et Louis Cassirer (1839-1904), un important industriel du textile. Le grand-père, Markus Cassirer (1801-1880), originaire de Bujakow en province de Silésie, avait fait fortune en créant une distillerie de slivovitz, que son fils Louis reprit. Il est aussi le grand-père du philosophe Ernst Cassirer. 
Paul Cassirer a commencé par des études d'histoire de l'art à Munich, où, dans les années 1890, il commence à vivre de sa plume, travaillant pour la revue satirique hebdomadaire Simplicissimus. Il publie deux romans. Paul Cassirer part ensuite s'installer à Berlin où il ouvre un espace d'exposition, avec son cousin Bruno Cassirer (1872-1941), en septembre 1898, le Bruno & Paul Cassirer, Kunst- und Verlagsanstalt. 
En 1895, il épouse Lucie Oberwarth, dont il divorce le 21 mai 1904.
En 1901, Paul Cassirer fonde une maison d'édition à son nom, qui se spécialisera plus tard dans la production d'estampes (xylographie, lithographie, eau-forte). Il se rend à Paris pour rencontrer le poète et critique d'art Julien Leclercq qui élabore une rétrospective sur le travail de Van Gogh. De retour à Berlin, il organise une exposition notamment de cinq toiles de Van Gogh dans le cadre de la Berliner Secession. Il aide par la suite la veuve de Théo van Gogh à publier les lettres de son ancien beau-frère et à organiser des expositions de sa collection.
En 1907, il rencontre dans sa galerie l'écrivain Robert Musil.
En février 1908, Paul Cassirer absorbe Verlag Bruno Cassirer, la maison d'édition de son cousin, mais conserve le nom de Verlag Paul Cassirer et lance l'année suivante la Pan-Presse, après avoir racheté la revue Pan. Il édite jusqu'en 1922 les travaux graphiques de Max Beckmann, Lovis Corinth, Ernst Barlach, Jules Pascin, Rudolf Grossmann, Max Slevogt, August Gaul, Max Oppenheimer, Willi Geiger, Emil Pottner (de), Otto Hettner (de), Max Pechstein, Oskar Kokoschka, Walter Leistikow, Hermann Struck, Marc Chagall et Max Liebermann. 
En 1910, il épouse Ottilie Godefroy, plus connue sous son nom d'actrice Tilla Durieux. La même année, il reprend et relance la revue artistique Pan. En 1912-1913, il est élu président de la Sécession berlinoise, mais doit faire face à de nombreuses conflits internes.
Au début de la Première Guerre mondiale, l'éditeur, âgé de 43 ans, se porte volontaire pour être enrôlé mais, blessé puis hospitalisé, il ressort traumatisé de son expérience sur le front. Devenu hostile à la guerre, victime de brimade souvent antisémites, il se réfugie, avec l'aide de Harry Kessler et d'autres amis à Berne. Il y fonde le 16 novembre 1917 avec Max et Otto Rascher, une maison d'édition, la Max Rascher AG, qui publie des écrits pacifistes d'auteurs allemands et français, dont ceux de Georg Lukács et Karl Kautsky. Cette maison sera liquidée en 1922. 
En 1921, de retour dans la capitale allemande, il organise avec Georg Kolbe, une exposition sur l'Impressionnisme dans sa nouvelle galerie qui se trouve au rez-de-chaussée de sa maison berlinoise. Sa maison d'édition connaît d'importantes difficultés financières du fait de la crise économique ; elle sera cependant liquidée en 1933 par ses deux associés, Walter Feilchenfeldt et Grete Ring, réfugiés en Suisse du fait du nazisme.
Le 7 janvier 1926, Paul Cassirer se rend chez l'avocat qui s'occupe du divorce avec sa seconde femme. Il se suicide en se tirant une balle dans une pièce attenante du cabinet d'avocats.
Il était parent du philosophe Ernst Cassirer et du neurologue Richard Cassirer.